# Jackson County, Minnesota
Jackson County är ett administrativt område i delstaten Minnesota i USA, med 10 266 invånare. Den administrativa huvudorten (county seat) är Jackson.

## Politik
Jackson County är ett så kallat swing distrikt och det brukar vara jämnt mellan republikanerna och demokraterna i valen, dock med viss fördel republikanerna under senare år. Trenden bröts i valet 2016 då republikanernas kandidat vann med siffrorna 65,8 procent mot 27,2 för demokraternas kandidat, vilket är den största segern i området för en presidentkandidat sedan valet 1936 och största segern för en republikansk kandidat sedan valet 1920.

## Geografi
Enligt United States Census Bureau har countyt en total area på 1 863 km². 1 817 km² av den arean är land och 46 km² är vatten.     

### Angränsande countyn
- Cottonwood County - nord
- Watonwan County - nordost
- Martin County - öst
- Emmet County, Iowa - sydost
- Dickinson County, Iowa - syd
- Osceola County, Iowa - sydväst
- Nobles County - väst